# Łódź Design Festival
Łódź Design Festival ist das erste Festival in Polen, das sich ausschließlich mit Design beschäftigt.
Das Festival zeigt die Zusammenstellung der neusten internationalen Trends und dem polnischen Design. In den Ausstellungen werden sowohl angewandte Kunst und Grafik, als auch Architektur und Mode präsentiert.
Łódź Design wird vom Łódź Art Center in Łódź veranstaltet. Erstmals fand die Veranstaltung im Oktober 2007 statt. Der Schwerpunkt wurde auf die Ausstellung „Dom Polski“ (Das polnische Haus) gelegt, die das einheimische Design vorstellte.
Das zweite Festival im Jahr 2008 stand unter dem Motto „Play & Joke“ und wurde vom Wettbewerb für junge Modeschöpfer „make me!“ und die Schau der polnischen und ausländischen Schulen begleitet.
Jede Ausstellung des 3. Festivals bezog sich auf den Leitsatz MY WAY. Außerdem haben im Programm diverse Vorträge, Workshops, Diskussionen, Begegnungen mit Künstlern, Filmschau und andere Begleitveranstaltungen ihren Platz gefunden.